# John McEnery
John McEnery, född 1 november 1943 i Birmingham, West Midlands, död 12 april 2019 i Chicago, Illinois, var en brittisk skådespelare. McEnery spelade Mercutio i Franco Zeffirellis filmatisering av Romeo och Julia (1968) och David i Båtbygget (1971).
McEnery hade två döttrar, Phoebe och Chloe, med sin f.d fru, skådespelaren Stephanie Beacham. Hans ena bror, Peter McEnery, är också skådespelare och hans andra bror, David McEnery, är fotograf.